# 郭超凡
郭超凡（1799年—1858年），譜名永焜，字小袁，贵州贵阳（今清鎮）人，清朝政治人物，同進士出身。
道光十五年（1835年）乙未科進士，三甲一百五名，官廣東東莞縣知縣，薦升廣東瓊州府知府。